# Бульково (гмина)
Бульково (пол. Bulkowo) — сельская гмина (волость) в Польше, входит как административная единица в Плоцкий повет, Мазовецкое воеводство. Население — 5983 человека (на 2004 год).

## Демография
| Перепись                       | Всего   | Всего | Женщины | Женщины | Мужчины | Мужчины |
| ------------------------------ | ------- | ----- | ------- | ------- | ------- | ------- |
| Единицы                        | человек | %     | человек | %       | человек | %       |
| Население                      | 5983    | 100   | 2978    | 49,8    | 3005    | 50,2    |
| Плотность населения (чел./км²) | 51,1    | 51,1  | 25,4    | 25,4    | 25,7    | 25,7    |

## Поселения
1. Блихово
2. Бульково
3. Бульково-Колёня
4. Хлебово
5. Данишево
6. Гневково
7. Гоцлово
8. Голянки
9. Крубице-Старе
10. Кшикосы
11. Майданы
12. Надулки
13. Нова-Слупца
14. Нове-Крубице
15. Нове-Лубки
16. Новы-Подлецк
17. Осек
18. Пилихово
19. Пилихувко
20. Рогово
21. Сохоцино-Бадурки
22. Сохоцино-Чижево
23. Сохоцино-Прага
24. Шасты
25. Слупца
26. Старе-Лубки
27. Стары-Подлецк
28. Влуки
29. Волова
30. Воровице

## Соседние гмины
1. Гмина Бодзанув
2. Гмина Дзежонжня
3. Гмина Мала-Весь
4. Гмина Нарушево
5. Гмина Радзаново
6. Гмина Старозьребы

## Персоналии
- В с. Осек родился Казимир Возницкий (1878—1949), польский политический деятель, публицист, литератор, дипломат, коллекционер, меценат. Один из ведущих деятелей польской эмиграции в Париже перед первой мировой войной.